# 1-naftolftaleina
La 1-naftolftaleina è un indicatore.
A temperatura ambiente si presenta come un solido marrone dall'odore caratteristico.